# Max Crivello
 (juillet 2025).
Massimo Maria Crivello, dit Max Crivello  né le 27 février 1958  à Palerme) est un peintre, illustrateur, dessinateur et scénariste de bande dessinée italien.

## Biographie

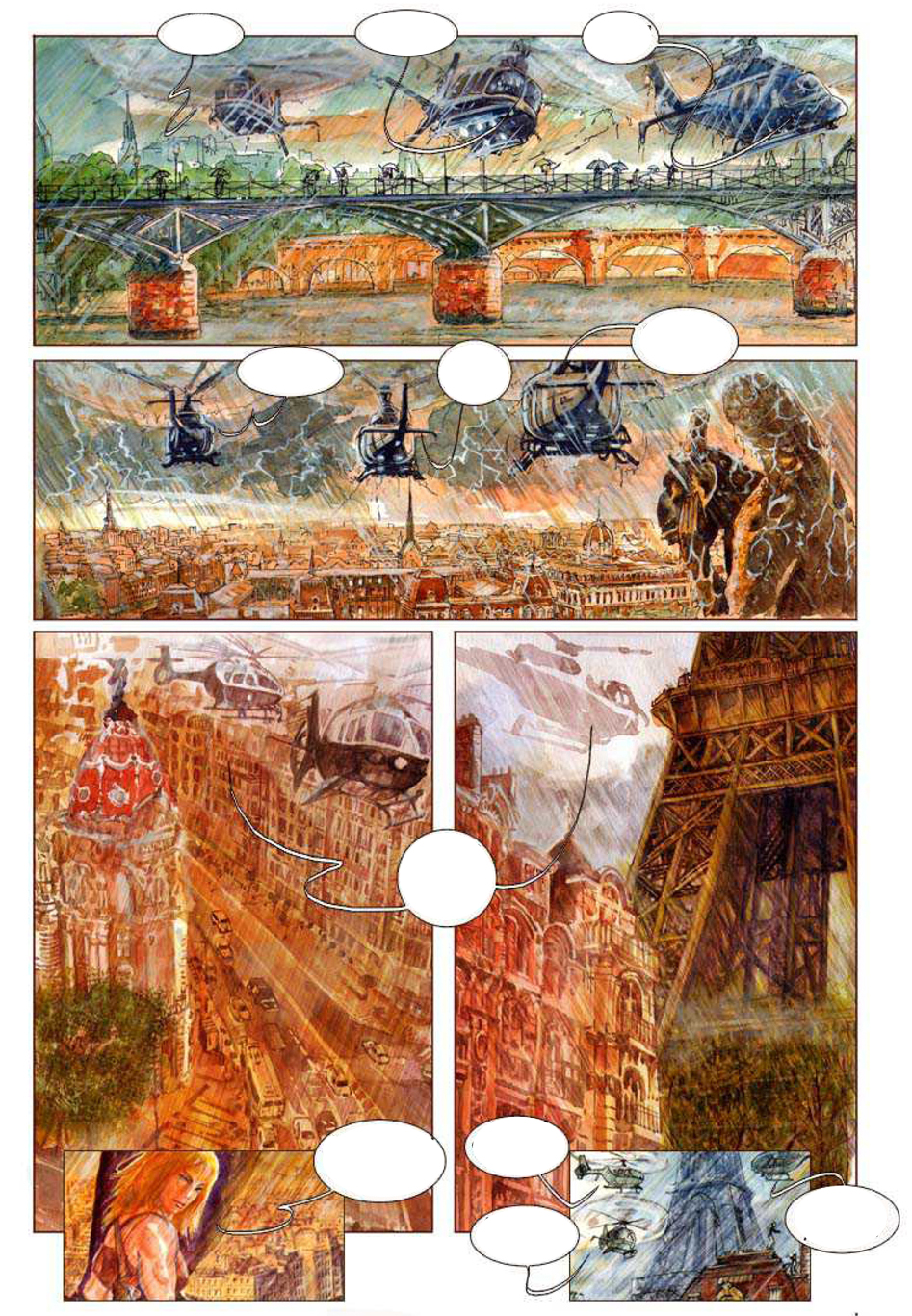
Planche tirée de Les ombres de Saturne

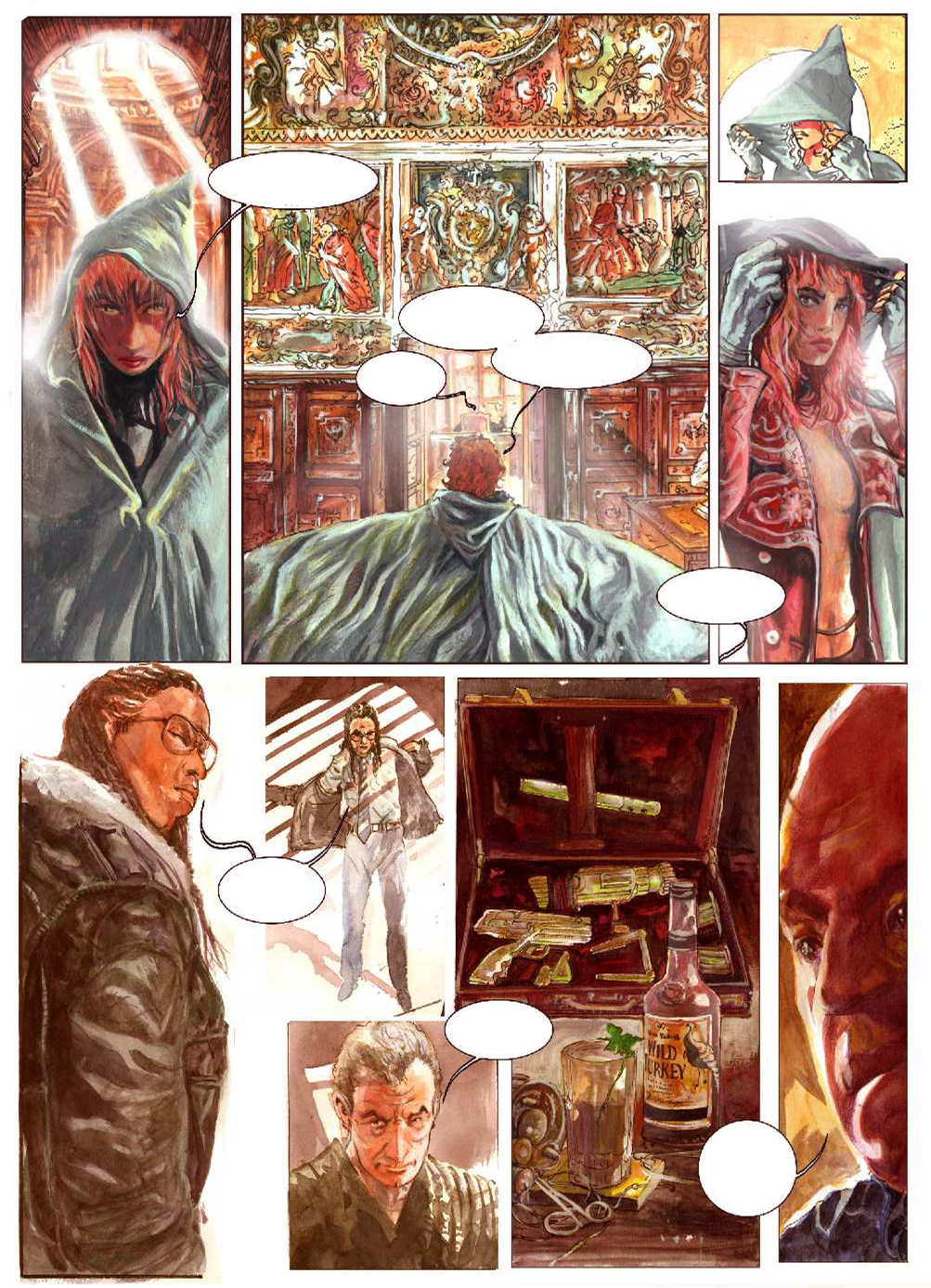
Le ombre di saturno

Max Crivello descend d'une ancienne famille de Milan.
Son activité artistique varie de la peinture aux graphismes et aux bandes dessinées : depuis 1975, il a commencé à exposer et a collaboré avec différents éditeurs pour la publication de livres illustrés et BD. À partir de 1986, il a collaboré comme illustrateur et caricaturiste indépendant pour le Giornale di Sicilia.
Il illustre l’œuvre de W. Galt, Les Bienheureux Paoli, Feuilleton de la grand histoire des romans à feuillets, français revit dans les planches réalisées par le maître, pour éditeur Flaccovio et Giornale di Sicilia.
Il travaille comme professeur dans un institut d'art du territoire sicilien. En 1997, il fonde l'institution culturelle sans but lucratif École de le BD sicilienne.
Max, dirige à partir de 1999 le secteur des dépliants spéciaux du journal aujourd'hui la Sicile, avec le supplément hebdomadaire aujourd'hui Sicile Comics, en qualité de directeur responsable. Après une longue période d'isolement en raison de la perte de son épouse, Max revient à la peinture avec des cycles d'œuvre dédiée à l'imaginaire des personnages de l'univers des contes de fées et de la fiction, avec le cycle de Pinocchio, Alice au Pays des Merveilles, Conan, La Sainte Bible, les récits de Jules Verne
Le magazine international de bande dessinée, Fumetti d` Italia, lui dédie une reconnaissance avec nom en couverture, avec les maîtres de la bande dessinée mondiale.
Les ombres de Saturne marquent pour le maître, un point de changement technique dans la bande dessinée, en étudiant les techniques de la BD franco/belge.
Dans l'exécution des missions institutionnelles, au cours de sa carrière d'enseignant a organisé des expositions et des événements avec l'aide juridique gratuite de la ville de Palerme et de la région Sicile, parmi lesquels l'Exposition internationale de Pinocchio et mafia, l'architecture d'une douleur à la mémoire des deux juges Giovanni Falcone et Paolo Borsellino
Et le général Carlo Alberto Dalla Chiesa, conçue et réalisée en collaboration avec ses élèves avec le patronage de la Province de Palerme en 2000.
Au début de 2003 continue le projet/chemin historique de l'architecture d'un mafieux, qui étend la douleur avec une recherche sur les anciens et nouveaux de la motivation des mafias à Palerme.
À partir de cette étude, il s'écoule un dossier et un scénario pour la télévision qui aurait été publié.
La participation de l'école institutionnelle avec des prix d'importance internationale, qui accorde des bourses à des étudiants, comme en 2004, le prix du Festival International de Cinéma et de comics Comics Dervio 2004 et des histoires avec l'histoire de quatre tables Crash 24, Interprétation du 11 septembre à New York.
À suivre, le projet de la reconstruction de l'assassinat de la bande dessinée de mafia, Mafia : architecture d'une douleur, passer à la réalisation de format cinéma avec le plan séquence, réalisé à Palerme lors de la célébration de la mort de Joe Petrosino de la Piazza Marina. Prix du mérite artistique attribués par l'institution internationale Joe Petrosino pour la réalisation du plan séquence cinématique du meurtre du lieutenant Petrosino.
Prix du mérite artistique attribués par l'institution internationale Joe Petrosino pour la réalisation du plan séquence cinématique du meurtre du lieutenant Petrosino.
Il a reçu plusieurs prix et honneurs pour son travail dans la promotion de la légalité et de la solidarité entre les peuples, à l'appui des classes les plus pauvres et pour des projets dédiés à l'animation de jeunesse dans une Sicile mafia, contre la criminalité.
En mars 2003 à Palerme est victime d'une embuscade tendue par des inconnus qui causent un traumatisme crânien et la fracture des doigts de la main gauche, avec l'intention de lui faire arrêter ses activités artistiques contre la criminalité.
Cette embuscade est signalée à la police, mais les enquêtes ne mènent à aucun résultat.
Cet épisode les causes d'une perte de la mémoire à la suite d'un traumatisme. Après un long traitement reprend de manière fragmentaire une partie de ses souvenirs, mais une grande partie de la dernière est supprimé.
Pour de graves raisons de santé, a cessé son activité professionnelle et artistique.
Avec l’Anthologique Anthologie à 40 ans d’activité artistique, Art et Solidarité, avec le patronage de la Province de Palerme (2011), se termine la phase active de Crivello, dans cette anthologie, voulue par les anciens élèves, amis et passionnés, s’accomplissent avec simplicité, toutes les phases artistiques, conceptuelles et opérationnelles de Crivello seul et avec ses élèves, pour la promotion des Arts et des Lettres, mais surtout du travail dans la légalité avec un esprit de solidarité. 